# Heinz H. Menge
Heinz H. Menge (* 4. August 1944 in Herten/Ruhrgebiet) ist ein deutscher Germanist. 
Menge hat zahlreiche Beiträge zur  Erforschung der Sprache des Ruhrgebiets geleistet.

## Leben
Heinz H. Menge besuchte das altsprachliche Gymnasium Petrinum in Recklinghausen, studierte von 1964 bis 1970 in Münster, Zürich und Bochum Germanistik und Klassische Philologie und promovierte 1973 über ein mediävistisches Thema. Von 1980 bis 1997 unterrichtete er Deutsch als Fremdsprache in Kursen des Akademischen Auslandsamts der RUB. Von 1979 bis 1989 leitete er den Internationalen Sommerkurs der RUB. Von 1986 bis 1988 war er DAAD-Lektor an der Tongji-Universität Shanghai. 1997 kehrte er, inzwischen habilitiert ans Germanistische Institut zurück.
Heinz H. Menge nahm mehrere Gastdozenturen wahr, so in Shanghai, Minsk, Uljanowsk, Taschkent, Riga, Catania, Xi’an und Ulan-Ude.
Zusammen mit Siegfried Grosse initiierte er das Projekt „Gesprochene Sprache im Ruhrgebiet“ (1979 ff.) 
In der Diskussion um die Anwendung der „Charta der Regional- oder Minderheitensprachen“ des Europarats im Bereich des Niederdeutschen warb Menge für eine realistische Einschätzung der Chancen, das Plattdeutsche erhalten zu können. Er war der Meinung, dass der Einsatz für den Spracherhalt nur dann Aussicht auf Erfolg hat, wenn eine Sprache von den Eltern an die Kinder weitergegeben wird. Von 1981 bis 1996 war Menge Schatzmeister des Vereins für niederdeutsche Sprachforschung (VndS).
Gemeinsam mit dem im Januar 2018 verstorbenen Ullrich "Spiggi" Spiegelberg gründete er 2015 die Forschungsbibliothek "Sprachlandschaft Ruhrgebiet" in Gelsenkirchen.  Sie liegt im Souterrain eines städtischen Gebäudes, Rolandstraße 3, gegenüber dem Musiktheater Gelsenkirchen; deshalb nennen die Initiatoren sie auch liebevoll "Dat Souterräng". Die Forschungsbibliothek hat sich drei Ziele vorgenommen. Sie will FORSCHEN, sie will BERATEN und sie will alles rund um die Ruhrgebietssprache DOKUMENTIEREN.

## Auszeichnungen
- 2001 Ehrendoktorwürde der Weltsprachen-Universität Taschkent, Usbekistan

## Veröffentlichungen (Auswahl)
Neben seinen Buchpublikationen hat Menge zahlreiche Beiträge in Sammelwerken und Aufsätze in Fachzeitschriften verfasst.
- Der Ackermann aus Böhmen. In Abbildungen des Druckes e1. Kümmerle, Göppingen 1975. (= Litterae. Göppinger Beiträge zur Textgeschichte, Nr. 37). ISBN 3-87452-282-2.
- Das ‚Regimen‘ Heinrich Laufenbergs. Textologische Untersuchung und Edition. Kümmerle, Göppingen 1976. (= Göppinger Arbeiten zur Germanistik, Bd. 184). ISBN 3-87452-318-7.
- Wie ist es bei Gesprächen mit Ihren Kindern ...? Zu Frage 26 der GETAS-Umfrage von 1984. In: Lingua Theodisca. Beiträge zur Sprach- und Literaturwissenschaft. Jan Goossens zum 65. Geburtstag. Hrsg. von José Cajot u. a. (= Niederlande-Studien. Bd. 16/1,2). Bd. 1. Münster: LIT, 1995. S. 655–668.
- Zum Stand des Niederdeutschen heute. Oldenburg 1997. (= Vorträge der Oldenburgischen Landschaft. H. 28.)
- Sprachgeschichte des Ruhrgebiets. In: Rheinisch-Westfälische Sprachgeschichte. Hrsg. von Jürgen Macha, Elmar Neuß und Robert Peters unter Mitarb. von Stephan Elspaß. Köln [u. a.]: Böhlau, 2000. (= Niederdeutsche Studien. Bd. 46.) S. 337–347.
- Mein lieber Kokoschinski! Der Ruhrdialekt. Aus der farbigsten Sprachlandschaft Deutschlands. Bottrop: Henselowsky Boschmann Verlag 2013. ISBN 978-3-942094-36-8